# Carlos Fernando Chamorro Barrios
Carlos Fernando Chamorro Barrios (1956) es un periodista de investigación independiente nicaragüense. Es el fundador y editor de Confidencial, un sitio web de noticias y publicación semanal que combina el periodismo de investigación y el análisis de la actualidad. También presenta dos programas de noticias de televisión, Esta Noche y Esta Semana.
Es el hijo menor de la expresidenta de Nicaragua Violeta Barrios de Chamorro y Pedro Joaquín Chamorro Cardenal, periodista nicaragüense y editor de La Prensa que fue asesinado a tiros en enero de 1978 durante el régimen de Somoza. (el periódico fue crítico con el régimen).
Durante el primer régimen sandinista y hasta 1994, fue editor en jefe del periódico gubernamental Barricada.

## Los primeros años y el trabajo sandinista
Carlos Fernando Chamorro estudió en el Colegio Centro América. Luego, Chamorro asistió a la Universidad McGill en Montreal, donde se graduó en 1977. Luego regresó a Nicaragua con la intención de estudiar una maestría y luego trabajar para abordar la pobreza en el país. En cambio, decidió unirse al esfuerzo revolucionario para lograr un cambio para los pobres de la nación. De forma encubierta, asistió a entrenamiento en armas pequeñas, estudió marxismo y se unió a la sección de propaganda del Frente Sandinista de Liberación Nacional (FSLN). convirtiéndose en jefe del Departamento de Agitación y Propaganda.
Su padre fue asesinado al año siguiente, lo que llevó a Chamorro a dedicarse al periodismo y se convirtió en reportero del antiguo periódico La Prensa de su padre. Tras la caída del régimen de Somoza, la madre de Chamorro se unió brevemente a la junta sandinista, pero se desencantó en menos de un año y, con los hermanos de Chamorro, Pedro Joaquín y Cristiana, regresó a La Prensa, que convirtió de nuevo en opositor, pero esta vez oponiéndose al FSLN. Esto provocó una serie de desviaciones del periódico, incluido Chamorro, quien se convirtió en editor en jefe de Barricada, el diario del FSLN, que se había apoderado de la planta física del periódico del régimen de Somoza, Novedades. (Mientras tanto su tío Xavier Chamorro Cardenal vendió sus acciones de La Prensa para fundar El Nuevo Diario, que simpatizaba con el FSLN, y la hermana de Chamorro, Claudia, se incorporó al gobierno del FSLN como embajadora en Costa Rica, mientras que el hermano de Chamorro, Pedro Joaquín, salió de Nicaragua para unirse a los contras.)
En 1984 estuvo a cargo de la publicidad de la campaña presidencial de Daniel Ortega.
En 1990, la madre de Chamorro fue elegida presidenta de Nicaragua, derrotando a Daniel Ortega del FSLN. Chamorro se había opuesto a la candidatura de su madre, sintiendo que era contrarrevolucionaria y un signo de la debilidad del partido conservador que la nombró. Después de que ella ganó, él permaneció en Barricada aunque ya no era el periódico del gobierno. Continuó simpatizando fuertemente con el FSLN y criticando al nuevo gobierno, pero también desarrolló una nueva independencia editorial: expandirse más allá de un proyecto estrictamente político permitió nuevos proyectos de información. Este alejamiento del material estrictamente promocional para incluir investigaciones que en ocasiones avergonzaban al FSLN provocó la ira de algunos miembros ortodoxos y, tras el congreso del partido en 1994, el FSLN retomó el control del periódico. Chamorro y otros importantes editores fueron despedidos.

## Periodismo independiente
En junio de 1995 inició la revista televisiva semanal "Esta Semana" y Cinco, y en 1996 fundó el sitio web de noticias Confidencial. Fue Knight Fellow en la Universidad de Stanford en 1997-1998. Pasó el año siguiente en la Universidad de California en Berkeley, enseñando reportajes sobre Centroamérica y tomando clases, además de aprender de los medios de comunicación estadounidenses como 60 Minutes y NPR.
En 2005 inició su noticiero diario Esta Noche.
Ganó el premio Maria Moors Cabot 2010 de la Universidad de Columbia.
En enero de 2019 se exilió en Costa Rica, luego del allanamiento policial a las oficinas de Confidencial el 14 de diciembre de 2018, el mismo día en que allanaron oficinas de varias organizaciones no gubernamentales que denunciaban violaciones de derechos humanos por parte del gobierno. Chamorro regresó a fines de noviembre del mismo año.ref>Robinson, Circles (25 de noviembre de 2019). «Carlos Fernando Chamorro Returns to Nicaragua». Havana Times (en inglés estadounidense). Archivado desde el original el 22 de enero de 2021. Consultado el 9 de diciembre de 2020.</ref>
Chamorro volvió a exiliarse en junio de 2021 ante la amenaza de ser arrestado por las autoridades.
En febrero de 2023 el Tribunal de Apelaciones de la Circunscripción Managua le quitó la nacionalidad nicaragüense.

### Honores
En 2010 ganó el premio Maria Moors Cabot, administrado por la Escuela de Periodismo de la Universidad de Columbia. La cita del premio dijo que Chamorro "sirve como un ejemplo sobresaliente de valentía para hacer frente al abuso de un régimen autoritario".
En 2021 ganó el Premio Ortega y Gasset a la trayectoria en el periodismo en español, otorgado por El País. El jurado del premio lo elogió como «un emblema de la defensa de la libertad de expresión».

## Vida personal
Está casado y tiene tres hijos.